# Calathea cleistantha
Calathea cleistantha là một loài thực vật có hoa trong họ Marantaceae. Loài này được Standl. mô tả khoa học đầu tiên năm 1927.